# 哈日杏子
哈日杏子生於台北，台灣漫畫家與旅遊流行散文作家。

## 人物
從中學便開始投稿小說與漫畫，19歲以「阿杏」四格漫畫出道。台北私立協和工商高職平面設計組畢業。
1996年，首次在「早安日本」四格漫畫作品發表「哈日病」之名詞，之後便在台灣推廣開來。為「哈日」名詞之創始者，自認是哈日症的第一位患者。也因這個「哈日族」名詞的影響，目前在日本國內喜歡台灣的人被稱為「哈台族」。訪日次數有100次以上、在日本停留日數約有1800天。特別是對日本的「卡娃以」商品無法抗拒。只要是具有日本文化精髓的玩具（如莉卡、珍妮娃娃，還有不二家牛奶妹），另外，日語的含蓄表現還有敬語的獨特魅力、以及和菓子、與美食等方面，具有興趣的領域相當廣泛。
截至2025年6月，中文版著作有28本，日文版作品有6本，合計34本。另有5本翻譯作品。2009年4月，日本福岡縣政府的網站asianbeat任命她為「福岡達人旅行團」的團長，一共發表了50回的連載介紹文。2014年再度推出帶有影片的『2014福岡達人旅行團』全新版本共11回。2010年11月30日，被任命為高知縣觀光特使。
2011年7月，入選為高雄市政主辦的「背包客日記」。2011年11月，參加電影土司宣傳活動土司創作料理大賽獲得優勝。

## 作品一覽

### 中文書
- 早安！日本(1)／尖端出版／1996年
- 減肥抽油站／時報出版／1998年
- 我得了哈日症／時報出版／1998年
- 早安！日本(2)／尖端出版／1999年
- 我要去東京／時報出版／1998年
- 東京自由行(1)／尖端出版／1998年12月
- 遊學日本最好玩／平裝本出版／1999年
- 哈日事件記錄簿／時報出版／1999年
- 早安！日本(2)／尖端出版／1999年
- 東京自由行(2)／尖端出版／1999年
- 坐山手線遊東京／皇冠文化／1999年
- 哈日救命丹／時報出版／2000年
- 杏子的娃娃屋／商周出版／2000年
- 哈日旅行團／時報出版／2000年
- 坐地鐵遊東京／皇冠出版／2000年
- 東京都內主題店自由行／尖端出版／2000年
- 戀戀北海道／皇冠文化／2000年
- 橫濱自由行／尖端出版／2001年
- 玩大阪，一級棒!／宏碩出版／2002年
- 哈日鑑定團／智慧出版／2003年
- 是誰偷走我的脂肪／香港灣岸出版／2003年
- 東京好好玩／台灣角川／2006年
- 大阪好好玩／台灣角川／2007年
- 東京好好玩07年版／台灣角川／2007年
- 北海道好好玩／台灣角川／2007年11月20日
- 公仔出沒注意／圓神出版／2008年12月
- 一日券萬歲，哈日杏子帶你京阪和慢慢遊／城邦出版／2014年10月
- 大人的東京休日・哈日杏子嚴選★90個食宿旅新提案／城邦出版／2015年10月

### 日文書
- 哈日杏子の日本中毒／小學館／2001年
- 爆烈台北／アルク出版／2002年
- GO!GO!台北／まどか出版／2002年
- GO!GO!台湾食堂／まどか出版／2004年
- 哈日杏子のこだわり台湾案内／産業編集センター／2006年
- GO!GO!台湾食堂（改訂新版）／まどか出版／2007年
- GO!GO!台湾食堂（またもや改訂新版）／まどか出版／2009年
- GO!GO!高雄／まどか出版／2010年3月
- GO！GO！台北なう／まどか出版／2010年12月

### 日翻中 翻譯作品
- 絕對會上手！漫畫技法全攻略，這本就夠了！／三采文化出版／2012年12月21日
- 一把剪刀就可完成昆蟲館／三采文化出版／2010年9月
- 愛上鋼珠筆可愛彩繪／三采文化出版／2010年2月
- 感動犬(繪本)／布克文化出版／2010年1月
- 月之誓約與原書的公主 1(輕小說)／青文出版／2014年5月
- 武裝妖精FAIRY 1   (輕小說)／青文化出版／2014年9月

## 外部連結
- 哈日杏子的Facebook專頁
- 哈日杏子的部落格 （页面存档备份，存于）
- KYOKO'S MAP・哈日杏子頻道 （页面存档备份，存于）
- 哈日杏子的IG （页面存档备份，存于）